# Mary Whateley
Mary Darwall (1738 - 5 de desembre de 1825) nascuda Mary Whateley, que de vegades va escriure com a Harriett Airey, va ser una poeta i dramaturga anglesa. Pertanyia al cercle d’escriptors de Shenstone reunits al voltant de William Shenstone a les Midlands angleses. Més tard va explorar temes que incloïen la naturalesa de l’amistat femenina i el lloc de les escriptores.

## Vida i treballs
Nascuda a Beoley, Worcestershire, en el si de la pròspera família de William Whateley (1694–1763), Mary Whateley era la menor de nou fills, dels quals set van sobreviure a la infància. Tenia poca educació formal, però el 1759 tenia publicats poemes a The Gentleman's Magazine com Harriett Airey o Airy.
El 1760, Whateley es va traslladar a Walsall, a Staffordshire, per treballar de netejadora de la casa del seu germà. Allà, el 1761 William Shenstone va descobrir la seua poesia i va quedar impressionat: "Que te sentiments generosos i delicats, a més d'enginy, es pot, crec, concloure de tot el tenor de la seva poesia".
El seu primer volum de Original Poems on Several Occasions va aparèixer de la ma de Robert Dodsley el 1764. Contenia 30 obres, incloses odes i himnes i una sàtira, «The Power of Destiny», que considera la diferència de la seva existència si hagués nascut home. Va tindre diverses edicions a Londres, Dublín i Walsall. Es defensa en una dedicatòria al lloc de les dones en la literatura, dient que mira cap avall "amb un menyspreu just a les reflexions envidioses... del prejudici" contra això. Es presenta a si mateixa com a enemiga del negativisme: «Nought I condemn but that Excess which clouds/The mental Faculties, to soothe the Sense:/Let Reason, Truth, and Virtue, guide thy Steps,/And ev'ry Blessing Heav'n bestows be thine.» (No condemno res més que l'excés que els núvols/Les facultats mentals, per calmar el sentit:/Que la raó, la veritat i la virtut guien els teus passos/I tots els que beneeixin el cel atorga a tu).
El 1766 Whateley es va casar amb el clergue vidu John Darwall, pare de cinc o sis fills, amb qui en va tenir sis més. Tot i les seves responsabilitats familiars i ajudar el seu marit a dirigir una impremta, va continuar escrivint, produint himnes per a la congregació del seu marit i escrivint una obra per a un teatre local. Almenys cinc dels seus poemes van aparèixer en diverses publicacions entre 1770 i 1785. Liberty: An Elegy, per exemple, va aparèixer en aquesta forma el 1775 i de nou el 1783. El seu poema Female Friendship, que va aparèixer a The Westminster Magazine l'abril de 1776, posa això en un context d’amistat heterosexual abnegada.
A la mort del seu marit el 1789, Mary Darwall es va traslladar a Deritend, Birmingham, i després el 1793 a Newtown, a Montgomeryshire, des d'on va publicar el 1794 una segona col·lecció, Poems on Several Occasions. Aquesta incloïa algunes obres d'altres, probablement dues de les seves filles, una de les quals, Elizabeth, publicaria The Storm, with Other Poems el 1810, a la qual es creu que Maria al seu torn va contribuir amb quatre poemes.
Mary Darwall va morir a Walsall el 5 de desembre de 1825.